# كرنب مشرقي
الكرنب المشرقي (باللاتينية: Crambe orientalis) نوع نباتي يتبع جنس الكرنب من الفصيلة الكرنبية.

## البيئة والانتشار
موطنه بلاد الشام وتركيا وأرمينيا.

## مرادفات للاسم العلمي
- (باللاتينية: Cochlearia orientalis (L.) Crantz)
- (باللاتينية: Crambe aucheri Boiss.)
- (باللاتينية: Crambe orientalis var. aucheri (Boiss.) Boiss.)
- (باللاتينية: Crambe orientalis var. dasycarpa O.E.Schultz)
- (باللاتينية: Crambe orientalis var. orientalis)
- (باللاتينية: Crambe persica Boiss.)
- (باللاتينية: Crambe quadricostata Boiss.)